# Jeff Terminesi
Jeff Terminesi (ur. 7 stycznia 1987 w Mississauga, Ontario) – kanadyjski hokeista.

## Kariera
- Toronto Marlboros Midget AAA (2003-2004)
- Brampton Capitals (2004-2007)
- Mercyhurst College (2007-2011)
- Tulsa Oilers (2011-2012)
- Rødovre Mighty Bulls (2012-2013)
- Ciarko PBS Bank KH Sanok (2013)
- Tilburg Trappers (2013-2014)
- Brampton Beast (2014)
- Gentofte Stars (2015, 2016-2018)
- Herlev Eagles (2018-2019)

W 2003 wystąpił na mistrzostwa świata do lat 17 reprezentując Kanadę Atlantycką. W listopadzie 2006 reprezentując Kanadę Wschodnią wystąpił w turnieju World Junior A Challenge 2006 (w składzie zespołu byli też m.in. David Kostuch i Jordan Knox).
W swojej karierze występował w klubach lig NCAA, ECHL, CHL i duńskiej. Od czerwca 2013 zawodnik Ciarko PBS Bank KH Sanok. Zwolniony 21 listopada 2013. Następnego dnia został zawodnikiem holenderskiego klubu Tilburg Trappers. Od września do października 2014 zawodnik Brampton Beast w lidze Central Hockey League. Od sierpnia do grudnia 2015 zawodnik duńskiego Gentofte Stars. Ponownie zawodnik tej drużyny od maja 2016. Po sezonie 2016/2017 w maju 2017 przedłużył kontrakt z klubem o rok. W czerwcu został zawodnikiem Herlev Eagles.

## Sukcesy
Reprezentacyjne
- Srebrny medal World Junior A Challenge: 2006

Klubowe
- Brązowy medal mistrzostw Danii: 2013 z Rødovre Mighty Bulls
- Złoty medal mistrzostw Holandii: 2014 z Tilburg Trappers
- Srebrny medal mistrzostw Danii: 2017 z Gentofte Stars

Indywidualne
- NCAA (AHA) 2010/2011:
  - Trzeci skład gwiazd konferencji
- Central Hockey League 2011/2012:
  - Skład gwiazd pierwszoroczniaków
  - Skład gwiazd